# Raión de Artsyz

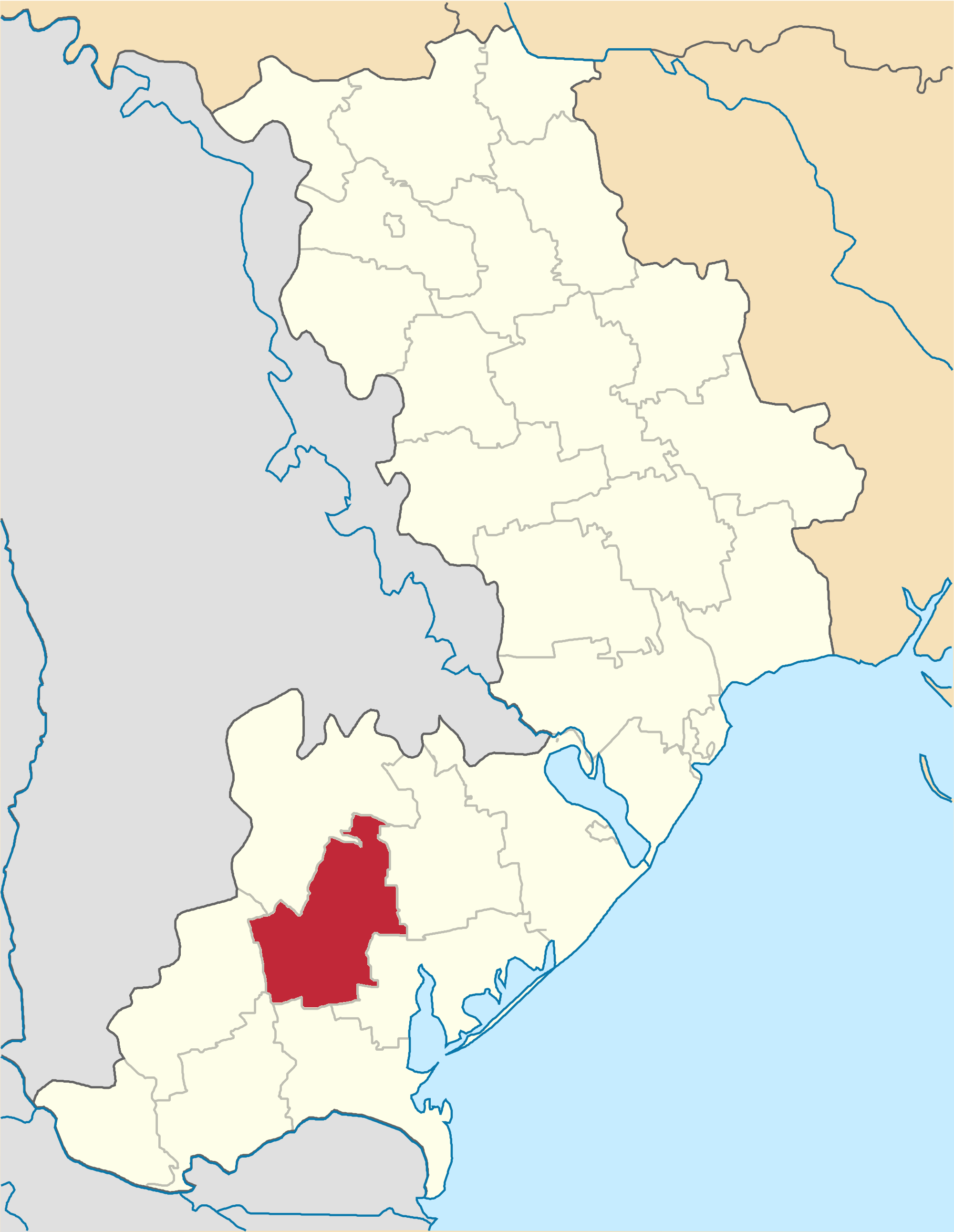
Localización del Raión de Artsyz en el óblast de Odesa

El Raión de Artsyz (ucraniano: Арцизький район) es un distrito del óblast de Odesa en el sudeste de Ucrania. Su centro administrativo es la ciudad de Artsyz.
Tiene una superficie total de 1.379 km. 2, y según el censo de 2001, tiene aproximadamente 52.000 habitantes.

## Localidades
- Artsyz

- Delen
- Dolynivka

- Hlavani

- Jolmske

- Kamians'ke

- Myrnopillya
- Nadezhdivka
- Nova Ivanivka
- Novi Kaplany
- Novojolmske
- Novomyrne
- Novoselivka

- Ostrivne

- Pavlivka
- Plotsk
- Pryamobalka

- Rayo Verde
- Roshcha

- Sadove

- Teplitsya

- Vasilivka
- Vesely Kut
- Voznesenka
- Vynohradivka
- Vyshniaky

- Zadunayivka